# Kalākaua
Kalākaua (I.) (celým jménem David Laʻamea Kamanakapuʻu Mahinulani Nalaiaehuokalani Lumialani Kalākaua-a-Kapaʻakea; 16. listopadu 1836, Honolulu – 20. ledna 1891, San Francisco) nebo také David Kalākaua (I.) byl v letech 1874–1891 král Havajských ostrovů. Byl předposledním panovníkem Havajského království a prvním z dynastie Kalakaua. Někdy býval nazýván jako veselý král.

## David Kalākaua jako kandidát na trůn

### Volba krále v roce 1872
Když v roce 1872 zemřel bez dědice poslední havajský král Kamehameha V. z dynastie Kamehameha a před smrtí neměl následníka, ani nástupce neurčil, rozhodovala o budoucím králi vláda podle královské konstituce. Kandidáti na krále byli dva. Prvním byl králův bratranec William Lunalilo a druhým byl právě David Kalākaua.
Kalakaua byl konzervativnější než Lunalilo, který byl spíše liberálnější a také oblíbenější. A tak to byl právě Lunalilo, kdo byl zvolen králem. David Kalākaua tuto volbu přijal.

### Volba krále v roce 1874

Oficiální králův portrét

Král Lunalilo však nevládl dlouho. Po roce a 25 dnech vlády, zemřel na tuberkulózu, aniž by stejně jako Kamehameha V. zanechal dědice nebo určil nástupce. A tak byl již havajským králem zvolen hned Kalākaua, který byl v předchozí volbě jedním ze dvou kandidátů.

## Vláda
Po svém zvolení cestoval po Havajských ostrovech a vyslal obchodní zástupce do USA. Během své vlády také v roce 1881 podnikl cestu po světě, během které ho jako regent v nepřítomnosti zastupovala jeho sestra (jako následník) Liliuokalani. Král Kalākaua nejprve zamířil do San Francisca, kde byl také jako hlava státu uvítán. Potom se vypravil do Japonského císařství, kde se setkal s císařem Meidži. V cestě pokračoval přes Čínu, Siam (Thajsko), Barmu, Britskou Indii, Egypt, Itálii, Belgii, Německé císařství, Rakousko-Uhersko, Francii, Španělsko, Portugalsko, Spojené království Velké Británie a Irska zpět do Spojených států. Mezi hlavy států, se kterými se setkal, patřili Rama V., Taufík I., papež Lev XIII., Umberto I., Vilém II. Pruský, František Josef I., prezident Chester A. Arthur a královna Viktorie. Stal se prvním králem, jenž uskutečnil cestu okolo světa.

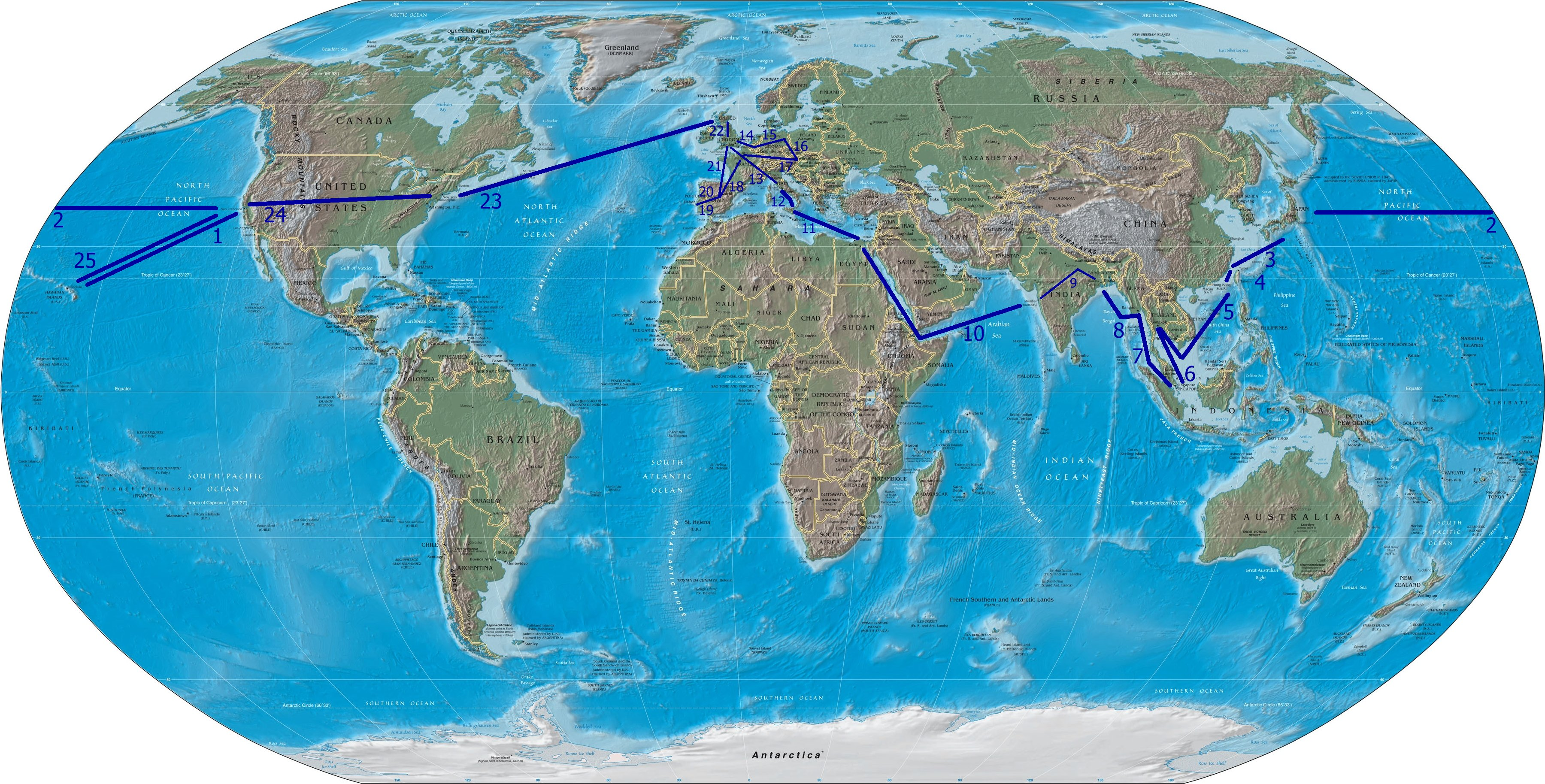
Mapa cesty kolem světa

Na Havajských ostrovech se v té době usazovalo mnoho amerických plantážníků, misionářů a obchodníků. Proto také roce 1875 podepsala Havaj s USA vzájemnou obchodní dohodu, díky níž se cukrová třtina mohla do USA dovážet bezcelně, a za dvanáct let bylo USA uděleno právo opevnit námořní základnu Pearl Harbor nedaleko Honolulu. Král Kalākaua byl za přispění Američanů v roce 1887 donucen vzdát se části svých pravomocí a ustanovit konstituční monarchii, kterou pak mohli američtí plantážnící snadno ovládnout.
Král Kalākaua nechal postavit královský palác Iolani, který stojí dodnes. Již psychicky vysílený král v roce 1890 odjel do San Francisca, kde 20. ledna 1891 ve věku 54 let zemřel. Jeho poslední slova před smrtí byla: Řekněte mému lidu, že jsem se snažil.
Jelikož však král se svou ženou neměli žádné děti, stala se po jeho smrti havajskou královnou jeho sestra Liliuokalani. Ta byla americkými plantážníky o 2 roky později svržena a z Havaje se stala republika a později teritorium USA.
V knize Der alte Kaiser, wie nur Einer ihn Sah. Der wahrheitsgetrene Bericht des Leibkammerdieners Eugen Ketterl (česky vyšlo jako Paměti komorníka císaře Františka Josefa I.) se o uvedeném panovníkovi píše:
| „               | Kalakaua byl ubytován v nejlepším vídeňském hotelu a přijat v zastoupení císaře arcivévodou Albrechtem. Před hotelem byla postavena čestná stráž. Již prvého dne jeho návštěvy byla nápadnou okolnost, že si jeho veličenstvo usedlo úplně nahé ke stolu a tak poručilo podávati snídani. Šlechetný tento vládce se během příštích dnů choval tak, že musel kompromitovati všechny své kolegy. Král David (to bylo jeho křestní jméno) zdržoval se velmi rád v Pratru a nechal si tam rezervovati v jednom varieté loži. … Konečně muselo býti jeho veličenstvo ve dvorní ekvipáži úplně podroušeno dopraveno do svého hotelu. Byl to skandál, jaký rakouský dvůr na skandály tak bohatý, již dávno nespatřil. Dvůr byl uražen, čestná stráž byla stažena a monarchovi oznámeno, že Rakousko neklade váhy na jeho další pobyt. | “ |
| — Eugen Ketterl | |   |